# Chloridolum superbum
Chloridolum superbum là một loài bọ cánh cứng trong họ Cerambycidae.